# Gianfranco Ghirlanda
Gianfranco Ghirlanda (Roma, 5 de juliol de 1942 ) és un cardenal i jesuïta italià, patró de l'Orde Sobirà i Militar de Malta des del 19 de juny de 2023.

## Biografia
El 1966 va obtenir la llicenciatura en dret per la Universitat de Roma La Sapienza. Mentre estudiava, va ser empleat als serveis administratius de la sucursal de Roma de FIAT de 1962 a 1965.
El mateix any de la seva graduació va ingressar a la Companyia de Jesús i després va estudiar teologia catòlica i dret canònic a la Pontifícia Universitat Gregoriana. El 1973 es va llicenciar en teologia; el 24 de juny del mateix any fou ordenat sacerdot. El 1975 va obtenir la llicenciatura summa cum laude en dret canònic i el 1978 el doctorat summa cum laude en la mateixa disciplina. Des de 1975 és professor a l'Institut d'Estudis Religiosos, a la Facultat de Teologia i a la Facultat de Dret Canònic de la Pontifícia Universitat Gregoriana. El 1986 va passar a ser professor titular i del 1995 al 2004 va ser degà de la Facultat de Dret Canònic. De l'1 de setembre de 2004 a l'1 de setembre de 2010 va ser rector de la Pontifícia Universitat Gregoriana.
També és consultor de la Congregació per a Instituts de Vida Consagrada i Societats de Vida Apostòlica des de 1987; consultor del Consell Pontifici per als Laics des de 1990; consultor de la Congregació per a l'Evangelització dels Pobles des de 1993; prelat i advocat en exercici del Tribunal Suprem de la Signatura Apostòlica de 1993 a 2004; jutge del Tribunal d'Apel·lació de l'Estat de la Ciutat del Vaticà de 1993 a 2003; consultor de la Congregació per al clergat des de 1997; consultor del Consell Pontifici per a la Interpretació dels Textos Legislatius des de 1997; consultor de la Congregació per als bisbes des del 15 de gener de 2000; eeferent del Tribunal Suprem de la Signatura Apostòlica des del 2 de setembre de 2000; consultor de la Congregació per a la Doctrina de la Fe des del 3 d'abril de 2003 i membre del Dicasteri per als Laics, la Família i la Vida des del 6 d'octubre de 2018
Col·laborà amb la Santa Seu en la redacció de les constitucions apostòliques Anglicanorum coetibus, que contenien les disposicions a seguir per a "l'establiment d'ordinariats personals per als anglicans que entren en plena comunió amb l'Església Catòlica", i Praedicate evangelium, sobre la reforma de la Cúria Pontifícia.
Va participar com a adiutores Secretarii specialis (expert) a la 9a assemblea general ordinària del Sínode dels Bisbes que va tenir lloc a la Ciutat del Vaticà del 2 al 9 d'octubre de 1994 sobre el tema "La vida consagrada i la seva missió a l'Església i al món". i a la X Assemblea General Ordinària del Sínode dels Bisbes que va tenir lloc a la Ciutat del Vaticà del 30 de setembre al 6 de novembre de 2001 sobre el tema "El Bisbe: Servidor de l'Evangeli de Jesucrist per a l'esperança del món".
L'any 2010 va ser un dels assessors de l'arquebisbe Ricardo Blázquez Pérez per a la visita apostòlica del moviment laic Regnum Christi associat als Legionaris de Crist. El 4 de juliol de 2014 , el cardenal João Braz de Aviz i l'arquebisbe José Rodríguez Carballo, respectivament prefecte i secretari de la Congregació per a Instituts de Vida Consagrada i Societats de Vida Apostòlica, van anunciar el nomenament de Ghirlanda com a assistent pontifici dels Legionaris de Crist en un intent de completar el procés de renovació de la congregació. El 18 de juliol de 2015 va ser nomenat comissari apostòlic de la Congregació dels frares franciscans de la Immaculada Concepció.
Actualment és assistent papal per a assumptes canònics relacionats amb l'associació Memores Domini des del 24 de setembre de 2021 i segueix la reforma de la Carta Constitucional de l'Orde Sobirà i Militar de Malta.
El 29 de maig de 2022 , al final del Regina Caeli, el papa Francesc va anunciar la seva creació com a cardenal; en el consistori del 27 d'agost següent, el va crear cardenal diaca del Santíssim Nom de Jesús. Tenint ja vuitanta anys en el moment de la creació, no tindrà dret a entrar al conclave i a ser membre dels dicasteris de la Cúria Pontifícia, d'acord amb l'art. II § 1-2 del motu proprio Ingravescentem Aetatem, publicat pel papa Pau VI el 21 de novembre de 1970. El 8 de desembre va prendre possessió de la diaconia.
És considerat un profund expert en els Exercicis Espirituals de Sant Ignasi de Loiola. Ha publicat diversos llibres i més de 110 articles de recerca.
El 19 de juny de 2023, el papa Francesc el va nomenar patró de l'Orde Sobirà i Militar de Malta; succeint el cardenal Raymond Leo Burke en el càrrec.

## Enllaços extens
- Plantilla:Miranda
- «GHIRLANDA Card. Gianfranco, S.I.». [Consulta: 2 setembre 2022].
- «Profilo e bibliografia di padre Gianfranco Ghirlanda». [Consulta: 20 març 2022].